# Paldau
Paldau é um município da Áustria, situado no distrito de Südoststeiermark, no estado da Estíria. Tem 39,2 km² de área e sua população em 2019 foi estimada em 3.139 habitantes.